# Sur le pont d’Avignon

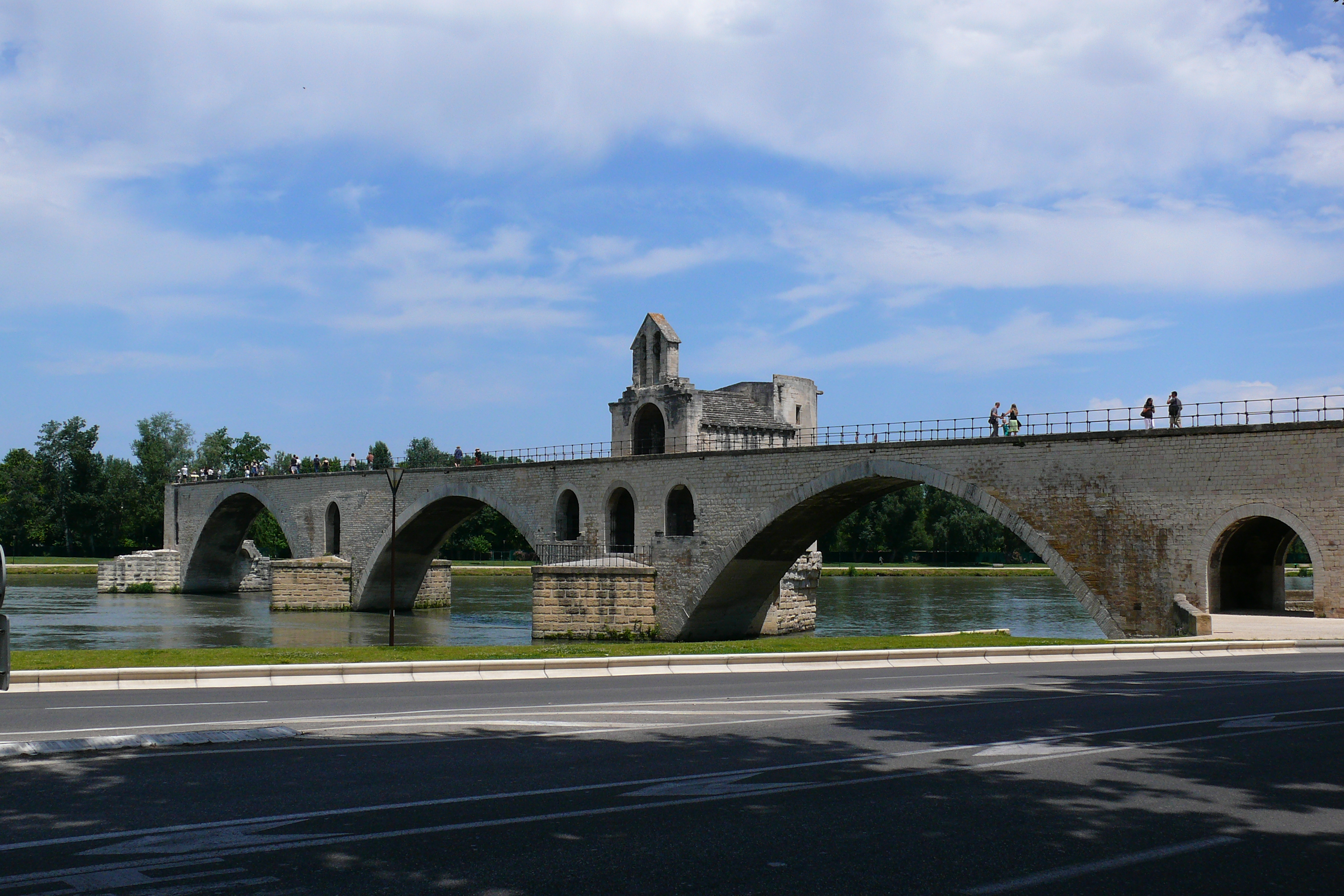
Pont Saint-Bénézet, Avignon

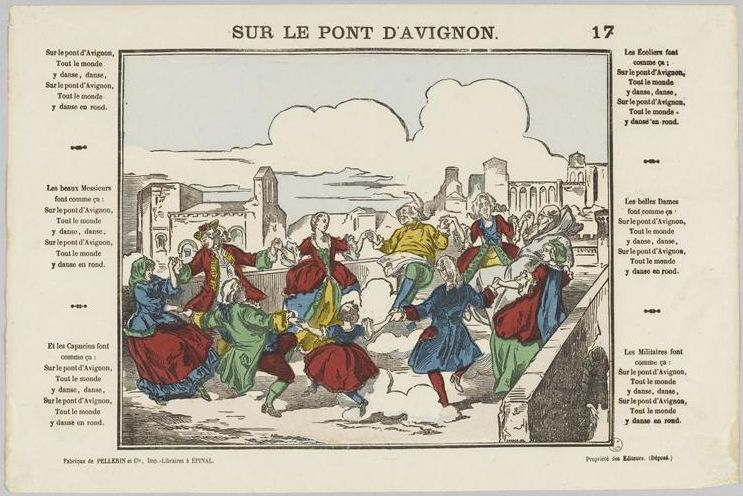
Illustration auf einem Kalenderblatt aus dem 19. Jh.

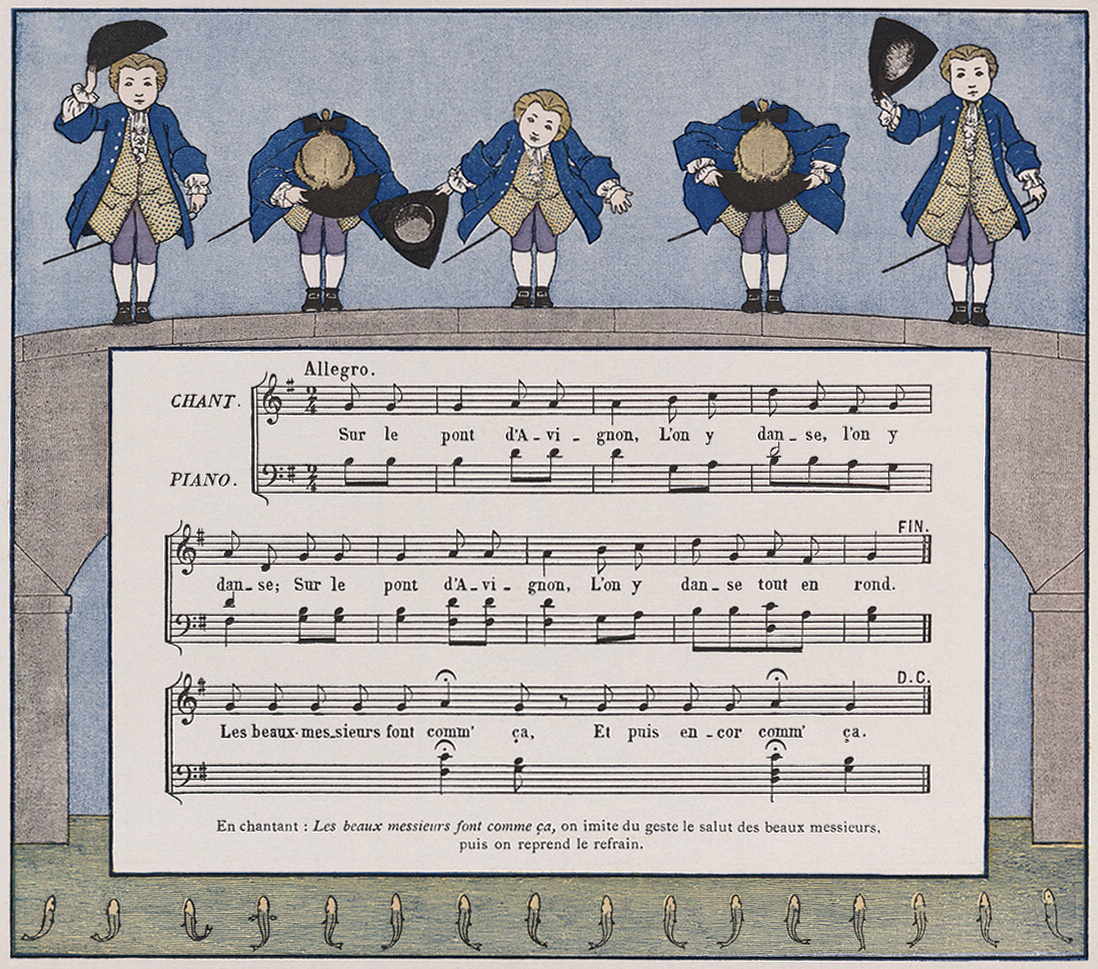
Sur le pont d’Avignon in dem Kinderbuch Vieilles chansons pour les petits enfants von 1910

Sur le pont d’Avignon (deutsch „Auf der Brücke von Avignon“) ist ein französisches Volkslied aus dem 16. Jahrhundert, in dem es um den Pont Saint-Bénézet, bekannt auch als „Pont d’Avignon“, in Avignon geht.

## Geschichte
Ursprünglich soll das Lied von dem Komponisten Pierre Certon stammen, der das Lied unter dem Titel Sous le pont d’Avignon im 16. Jahrhundert veröffentlichte. Der älteste bekannte Beleg der Melodie ist eine Notenhandschrift von 1784.
Die heute bekannte Version entstand Mitte des 19. Jahrhunderts für eine Oper von Adolphe Adam mit dem Titel Le Sourd ou L'auberge pleine (1853). Seitdem trägt auch das Lied diesen Titel.
Wahrscheinlich hat auf der Brücke nie jemand getanzt, lediglich vielleicht unter der Brücke, daher früher sous, denn auf der Insel Île de la Barthelasse, die mitten in der Rhone liegt und früher von der Brücke überquert wurde, befanden sich die Vergnügungsviertel und Jahrmärkte der Stadt.

## Text
1. Sur le pont d’Avignon,

On y danse, on y danse,

Sur le pont d’Avignon

On y danse tous en rond.

Les beaux messieurs font comme ça

Et puis encore comme ça.

Sur le pont d’Avignon, …
2. Sur le pont d’Avignon,

On y danse, on y danse,

Sur le pont d’Avignon

On y danse tous en rond.

Les belles dames font comme ça

Et puis encore comme ça.

Sur le pont d’Avignon, …
3. Les officiers font comme ça …

4. Les bébés font comme ça …

5. Les bons amis font comme ça …

6. Les musiciens font comme ça …

7. Et les abbés font comme ça …

8. Et les gamins font comme ça …

9. Les laveuses font comme ça …

## Tanz
In Anleitungen zur Umsetzung des Liedes als Tanz wird in Musikdidaktikwerken der Grundschule vorgeschlagen, sich beim Refrain zum Tanz zu bewegen und bei den einzelnen Strophen die jeweiligen Bewegungen der Frauen, Männer, Soldaten, Musikanten usw. pantomimisch nachzuahmen. Der deutschsprachige Text dazu lautet: „Kennt ihr schon, Avignon, auf der Brücke lasst uns tanzen … Die Männer machen so, und dann wieder so …“